# Gordian Knot
Gordian Knot est un groupe de rock et metal progressif américain, originaire de Berkeley, en Californie. Lors des changements de formation, Steve Hackett de Genesis, Bill Bruford de King Crimson et Yes, Ron Jarzombek de Watchtower et Spastic Ink ou encore Jim Matheos de Fates Warning, plusieurs membres initiaux du groupe de Malone de Cynic et John Myung de Dream Theater, ont intégré le groupe.

## Biographie
Gordian Knot est formé à Berkeley, en Californie, et mené par le bassiste Sean Malone. Malone s'associe à des musiciens différents pour chaque album et pour chaque concert. Il s'associe notamment avec le guitariste Trey Gunn de King Crimson et l'ancien batteur de Cynic, Sean Reinert. Gordian Knot comprend aussi les guitaristes Ron Jarzombek et Glenn Snelwar.
Le groupe publie son premier album, éponyme, Gordian Knot, le 9 mars 1999 au label Sensory Records,. En 2003 sort le deuxième album du groupe, Emergent toujours au label Sensory Records.

## Membres

### Dernier membre
- Sean Malone - basse, basse fretless, chapman stick, warr guitar, guitares, clavier, EBow, echoplex, boucle, chant occasionnels (1998–2009)

### Membres live
- Vickram Badalpur - chant, claviers (2006-2009)
- John Webber - guitare (2004-2009)
- Thomas O' Meara - warr guitar (2004-2009)
- Stephan Greenbank - batterie (2004-2009)
- Ali Teimouri - chant, claviers (2004-2006)

### Membres de session
- Sonia Lynn - chant
- Leland Russle - chant
- Paul Masvidal - guitare, chant
- Bob Brunin - guitare, guitare fretless, chant
- Jason Göbel - guitare, warr guitar
- Glenn Snelwar - guitare, mandoline
- Ron Jarzombek - guitare
- Steve Hackett - guitare
- Adam Levy - guitare
- Jim Matheos - guitare acoustique
- Trey Gunn - warr guitar
- John Myung - chapman stick
- Bill Bruford - batterie
- Sean Reinert - batterie

## Discographie
- 1999 : Gordian Knot
- 2003 : Emergent